# Чебукина, Елена Васильевна
Еле́на Васи́льевна Чебу́кина (в 1987—1989 — Овчи́нникова; род. 11 октября 1965, Балхаш) — советская, российская и хорватская волейболистка, игрок женских сборных СССР (1983—1992), России (1992—1993) и Хорватии (1995—2001). Олимпийская чемпионка 1988, чемпионка мира 1990, четырёхкратная чемпионка Европы. Заслуженный мастер спорта СССР (1988). Игровая функция — центральная блокирующая.

## Биография
Елена Чебукина родилась и начала заниматься волейболом в городе Балхаш Казахской ССР. Первый тренер — Е. Н. Кольченко. С 1983 года выступала за команду АДК (Алма-Ата), в составе которой становилась чемпионкой СССР (в 1984), а затем ещё 6 раз призёром чемпионатов СССР, обладателем Кубка европейских чемпионов (1985) и дважды победителем Кубка кубков ЕКВ.
С 1992 по 2002 годы Елена Чебукина играла за клубы Хорватии, Японии, Бразилии и Италии. Становилась чемпионкой Хорватии и Италии, дважды победителем розыгрышей Кубка европейских чемпионов в составе итальянских «Латте Руджады» и «Фоппапедретти».
В национальных женских сборных СССР, СНГ и России Елена Чебукина (Овчинникова) выступала в 1983—1993 годах. В их составе неоднократно становилась чемпионкой и призёром крупнейших международных соревнований, в том числе Олимпийской чемпионкой 1988, чемпионкой мира 1990, 3-кратной чемпионкой Европы, двукратной победительницей Игр доброй воли. В 1985 в составе сборной мира принимала участие в «Гала-матче» ФИВБ против национальной команды Китая, а в 1989 и 1991 — ещё трижды в подобных матчах, но уже в составе сборной СССР в противостоянии сборной «Звёзды мира».
В 1995 году Елена Чебукина сменила волейбольное гражданство с российского на хорватское и с тех пор выступала за сборную Хорватии. В её составе дважды становилась призёром чемпионатов Европы, а также участвовала в Олимпийских играх 2000, чемпионате мира 1998, розыгрыше Кубка мира 1995.
В настоящее время проживает в Дубровнике (Хорватия).

### Клубная карьера
- 1983—1991 —  АДК (Алма-Ата);
- 1991—1992 —  «Младост» (Загреб);
- 1992—1993 —  «Импресем» (Агридженто);
- 1993—1994 —  «Латте Руджада» (Матера);
- 1994—1995 —  «Альтамура»;
- 1995—1996 —  «Ито Ёкадо» (Окаяма);
- 1996—1997 —  «Дэнсо Эйрибис» (Нисио);
- 1997—1998 —  «Дубровник»;
- 1998—1999 —  «Лейтес-Нестле» (Сорокаба);
- 1999—2000 —  «Фоппапедретти» (Бергамо);
- 2000—2002 —  «Деспар-Сирио» (Перуджа).

## Достижения

### С клубами
- чемпионка СССР 1984 (АДК);
  - 5-кратный серебряный призёр чемпионатов СССР — 1986, 1988, 1989, 1990, 1991 (АДК);
  - бронзовый призёр чемпионата СССР 1985 (АДК);
- обладатель Кубка СССР 1990 (АДК);
- 3-кратный победитель розыгрышей Кубка европейских чемпионов — 1985 (АДК), 1994 («Латте Руджада»), 2000 («Фоппапедретти»);
- двукратный обладатель Кубка кубков ЕКВ — 1989, 1990 (АДК);
- чемпионка Хорватии 1998 («Дубровник»);
- чемпионка Италии 1994 («Латте Руджада»);
  - бронзовый призёр чемпионата Италии 2002 («Деспар-Сирио»).
- обладатель Кубка Италии 1994 («Латте Руджада»).

### Со сборными

#### СССР, СНГ,Россия
- Олимпийская чемпионка 1988;
  - серебряный призёр Олимпийских игр 1992;
- чемпионка мира 1990;
  - участница чемпионата мира 1986 (6-е место);
- серебряный призёр розыгрыша Кубка мира 1989;
  - двукратный бронзовый призёр Кубка мира — 1985, 1991;
- бронзовый призёр Гран-при 1993;
- 3-кратная чемпионка Европы — 1985, 1989, 1991;
  - двукратный серебряный призёр чемпионатов Европы — 1983, 1987;
- серебряный призёр соревнований «Дружба-84»;
- двукратная чемпионка Игр доброй воли — 1986, 1990.

#### Хорватия
- участница Олимпийских игр 2000 (7-е место);
- участница чемпионата мира 1998 (6-е место);
- участница розыгрыша Кубка мира 1995 (4-е место);
- двукратный серебряный призёр чемпионатов Европы — 1995, 1997;
  - участница чемпионата Европы 2001 (9-е место).